# Philtraea surcaliforniae
Philtraea surcaliforniae är en fjärilsart som beskrevs av John S. Buckett 1971. Philtraea surcaliforniae ingår i släktet Philtraea och familjen mätare. Inga underarter finns listade i Catalogue of Life.